# 泉村 (栃木県)
泉村（いずみむら）は栃木県の北部、塩谷郡に属していた村である。

## 地理
- 河川：箒川

## 歴史
- 1889年（明治22年）4月1日 - 町村制施行により、小泉村、東泉村、上太田村、長井村、立足村、平野村、下伊佐野村、上伊佐野村、田野原村、山田村が合併し塩谷郡泉村が成立する。
- 1955年（昭和30年）
  - 1月1日 - 矢板町、片岡村と合併して新しい矢板町となる。
  - 4月1日 - 旧片岡村松島が氏家町へ編入される。
- 1958年（昭和33年）11月1日 - 矢板町が市制施行して矢板市となる。

## 行政
- 泉村長

| 代 | 氏名       | 就任                       | 退任                       | 備考 |
| -- | ---------- | -------------------------- | -------------------------- | ---- |
| 1  | 片山七郎   | 1889年（明治22年）5月10日  | 1889年（明治22年）5月24日  |      |
| 2  | 藤本三郎平 | 1889年（明治22年）5月30日  | 1889年（明治22年）10月4日  |      |
| 3  | 鈴木金四郎 | 1889年（明治22年）10月11日 | 1893年（明治26年）10月10日 |      |
| 4  | 鈴木金四郎 | 1893年（明治26年）10月21日 | 1896年（明治29年）4月3日   |      |
| 5  | 松田釼五郎 | 1896年（明治29年）4月10日  | 1896年（明治29年）8月12日  |      |
| 6  | 結城四郎   | 1896年（明治29年）8月12日  | 1898年（明治31年）4月25日  |      |
| 7  | 天野啓二郎 | 1898年（明治31年）6月21日  | 1900年（明治33年）9月10日  |      |
| 8  | 橋本兵作   | 1900年（明治33年）9月24日  | 1901年（明治34年）10月10日 |      |
| 9  | 橋本兵作   | 1902年（明治35年）3月3日   | 1902年（明治35年）10月14日 |      |
| 10 | 渡辺玉三郎 | 1903年（明治36年）4月4日   | 1907年（明治40年）4月3日   |      |
| 11 | 高野七郎   | 1907年（明治40年）4月3日   | 1911年（明治44年）4月1日   |      |
| 12 | 関谷弥八郎 | 1911年（明治44年）4月25日  | 1915年（大正4年）4月24日   |      |
| 13 | 石下仙平   | 1915年（大正4年）4月26日   | 1917年（大正6年）12月30日  |      |
| 14 | 渡辺玉三郎 | 1918年（大正7年）2月15日   | 1922年（大正11年）2月14日  |      |
| 15 | 渡辺玉三郎 | 1922年（大正11年）2月23日  | 1926年（大正15年）2月22日  |      |
| 16 | 森戸利平   | 1926年（大正15年）3月23日  | 1927年（昭和2年）6月25日   |      |
| 17 | 真瀬寿男   | 1927年（昭和2年）7月11日   | 1928年（昭和3年）2月25日   |      |
| 18 | 手塚峯松   | 1928年（昭和3年）2月29日   | 1932年（昭和7年）2月28日   |      |
| 19 | 藤田種治   | 1932年（昭和7年）7月7日    | 1936年（昭和11年）7月6日   |      |
| 20 | 手塚一治   | 1936年（昭和11年）11月10日 | 1940年（昭和15年）11月9日  |      |
| 21 | 手塚一治   | 1940年（昭和15年）11月10日 | 1944年（昭和19年）9月18日  |      |
| 22 | 荒井一     | 1945年（昭和20年）1月27日  | 1947年（昭和22年）2月28日  |      |
| 23 | 塩谷順次郎 | 1947年（昭和22年）4月5日   | 1951年（昭和26年）4月4日   |      |
| 24 | 佐貫金市   | 1951年（昭和26年）4月24日  | 1954年（昭和29年）12月25日 |      |

出典:『栃木県町村合併誌 第三巻下』, p. 12-13